# L’Osservatore Romano
A L'Osservatore Romano az Apostoli Szentszék 1861-ben alapított, olasz nyelvű, félhivatalos napilapja, amely vasárnap kivételével, nyolc oldalon minden nap megjelenik.

## Története
1861. július elsejétől IX. Piusz pápa alatt, négy oldalon, az olaszon kívül angol, francia, német, portugál és spanyol nyelven hetilapként jelent meg, valamint havi kiadásban lengyelül is.
A magazin angol nyelvű változata ma 130 országban jelenik meg.

## Fordítás
Ez a szócikk részben vagy egészben  a   L'Osservatore Romano című svéd Wikipédia-szócikk ezen változatának fordításán alapul.  Az eredeti cikk szerkesztőit annak laptörténete sorolja fel. Ez a jelzés csupán a megfogalmazás eredetét és a szerzői jogokat jelzi, nem szolgál a cikkben szereplő információk forrásmegjelöléseként.